# فريدريكو الرابع ملك نابولي
فريدريكو الرابع (19 أبريل 1452 - 9 نوفمبر 1504) ويعرف أحيانًا باسم فريدريكو الأول أو فيديريكو من أراغون، كان آخر ملوك نابولي من آل تراستامارا وحكم بين 1496-1501. كان النجل الثاني لفرديناندو الأول الشقيق الأصغر لألفونسو الثاني، وعم فرديناندو الثاني، سلفه.